# دادگاه‌های متعاقب نورنبرگ

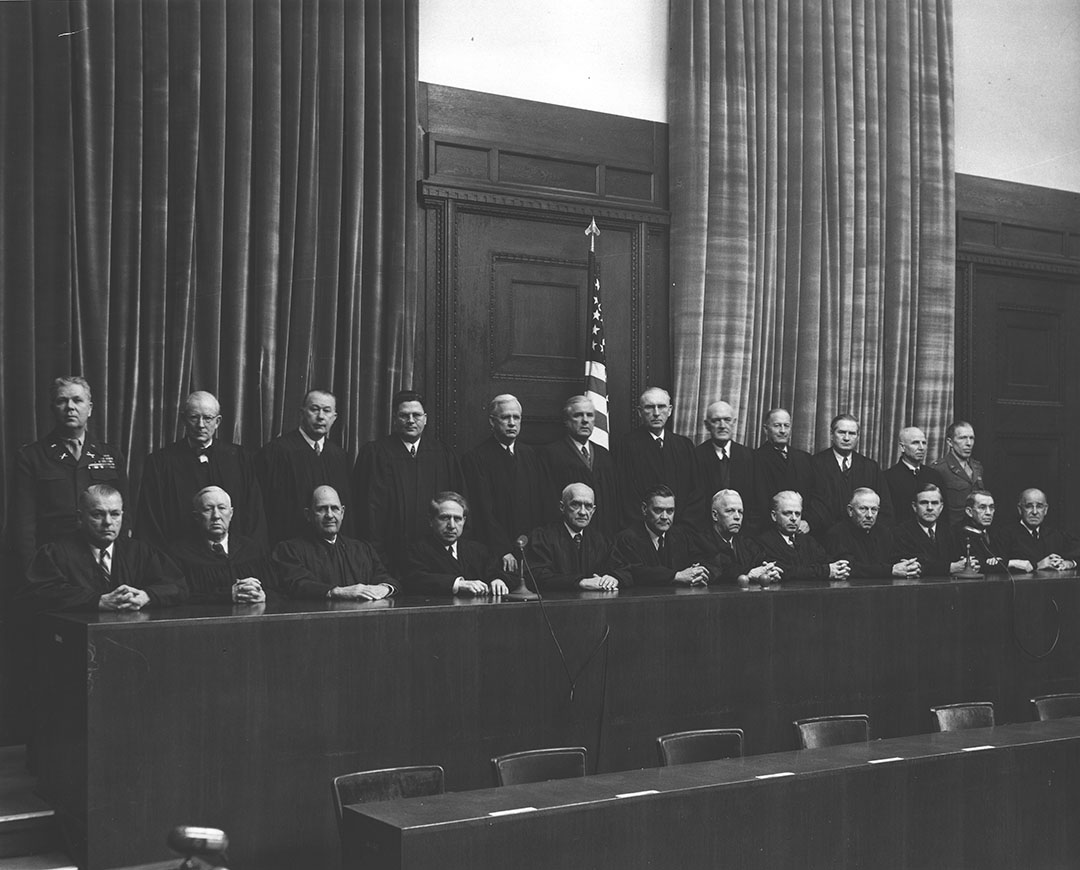
قضات دادگاه نظامی نورنبرگ

دادگاه‌های متعاقب نورنبرگ (یا دادگاه‌های نظامی نورنبرگ، ۱۹۴۶–۱۹۴۹) دوازده دادگاه نظامی برای جنایات جنگی بود که رهبران آلمان نازی (۱۹۳۳–۱۹۴۵) مرتکب شده بودند. دادگاه‌های متعاقب نورنبرگ پس از دادگاه نورنبرگ که توسط دادگاه نظامی بین‌المللی برگزار شد و در اکتبر ۱۹۴۶ به پایان رسید، تشکیل شد. محاکمه‌های بعدی نورنبرگ توسط دادگاه‌های نظامی ایالات متحده برگزار شد و به پرونده‌های جنایت علیه بشریت ارتکاب یافته توسط جامعه تجاری آلمان نازی، به ویژه جنایات استفاده از نیروی کار اجباری و غارت کشورهای اشغال شده، و جنایات جنگی افسران ورماخت که مرتکب جنایات علیه اسیران جنگی متفقین، پارتیزان‌ها و چریک‌ها شدند اختصاص داشت.

## پیشینه

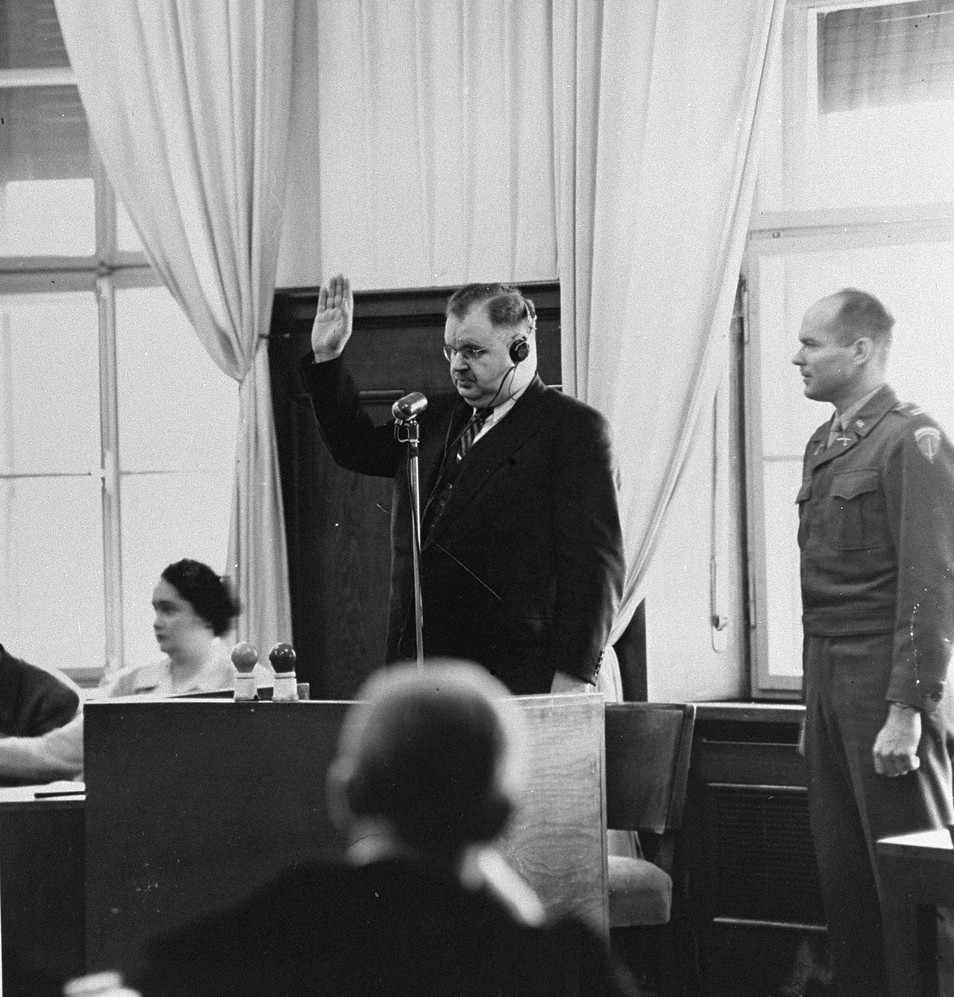
فیلیپ اورباخ، بازمانده آشویتس، در دادگاه وزارتخانه‌ها

متفقین در ابتدا قصد داشتند چندین دادگاه بین‌المللی برای جنایات جنگی در دادگاه نظامی بین‌المللی تشکیل دهند، اما شکست خورد زیرا متفقین نتوانستند بر سر مدیریت قانونی و مدیریت مناسب جنایتکاران جنگی نظامی و غیرنظامی به توافق برسند؛ با این حال، قانون شماره ۱۰ (۲۰ دسامبر ۱۹۴۵) شورای کنترل متفقین به مقامات نظامی هر منطقه اشغالی در آلمان اجازه داد تا افراد و سربازانی را که مظنون به جنایت جنگی هستند محاکمه کنند. بر اساس این قانون، مقامات ایالات متحده پس از پایان محاکمه اولیه نورنبرگ علیه جنایتکاران بزرگ جنگی اقدام به برگزاری دوازده محاکمه دیگر در نورنبرگ کردند. تمام قضات و همچنین دادستان‌ها در این محاکمات آمریکایی بودند. رئیس دادستان سرتیپ تلفورد تیلور بود. در سایر مناطق اشغالی نیز محاکمات مشابهی صورت گرفت.

## دادگاه‌ها
دوازده محاکمه ایالات متحده از ۹ دسامبر ۱۹۴۶ تا ۱۳ آوریل ۱۹۴۹ برگزار شد. محاکمات به شرح زیر بود:
| شماره | موضوع                | تاریخ                         | متهمان                                                              |
| ----- | -------------------- | ----------------------------- | ------------------------------------------------------------------- |
| ۱     | دادگاه پزشکان        | ۹ دسامبر ۱۹۴۶–۲۰ اوت ۱۹۴۷     | ۲۳ پزشک نازی عملیات تی۴                                             |
| ۲     | دادگاه میلش          | ۲ ژانویه - ۱۴ آوریل ۱۹۴۷      | فیلد مارشال ارهارت میلش از لوفت وافه                                |
| ۳     | دادگاه قاضی‌ها        | ۵ مارس - ۴ دسامبر ۱۹۴۷        | ۱۶ حقوقدان "خلوص نژادی" آلمان نازی                                  |
| ۴     | دادگاه پوهل          | ۸ آوریل - ۳ نوامبر ۱۹۴۷       | اسوالد پوهل و ۱۷ افسر اس اس                                         |
| ۵     | دادگاه فلیک          | ۱۹ آوریل - ۲۲ دسامبر ۱۹۴۷     | فردریش فلیک و ۵ مدیر شرکت‌هایش                                       |
| ۶     | دادگاه آی‌جی فاربن    | ۲۷ اوت ۱۹۴۷–۳۰ ژوئیه ۱۹۴۸     | ۲۴ مدیر آی‌جی فاربن، سازنده سایکلون ب                                |
| ۷     | دادگاه گروگان‌ها      | ۸ ژوئیه ۱۹۴۷–۱۹ فوریه ۱۹۴۸    | ۱۲ ژنرال آلمانی کارزار بالکان                                       |
| ۸     | دادگاه روشا          | ۲۰ اکتبر ۱۹۴۷–۱۰ مارس ۱۹۴۸    | ۱۴ مسئول پاکسازی نژادی و اسکان مجدد از اداره اصلی نژاد و اسکان اس‌اس |
| ۹     | دادگاه آینزاتس‌گروپن  | ۲۹ سپتامبر ۱۹۴۷–۱۰ آوریل ۱۹۴۸ | ۲۴ افسر آینزاتس‌گروپن                                                |
| ۱۰    | دادگاه کروپ          | ۸ دسامبر ۱۹۴۷–۳۱ ژوئیه ۱۹۴۸   | ۱۲ مدیر گروه کروپ (شرکت)                                            |
| ۱۱    | دادگاه وزارتخانه‌ها   | ۶ ژانویه ۱۹۴۸–۱۳ آوریل ۱۹۴۹   | ۲۱ نفر از مقامات وزارتخانه‌های رایش                                  |
| ۱۲    | دادگاه فرماندهی عالی | ۳۰ دسامبر ۱۹۴۷–۲۸ اکتبر ۱۹۴۸  | ۱۳ ژنرال و ۱ دریادار فرماندهی عالی                                  |

## نتایج

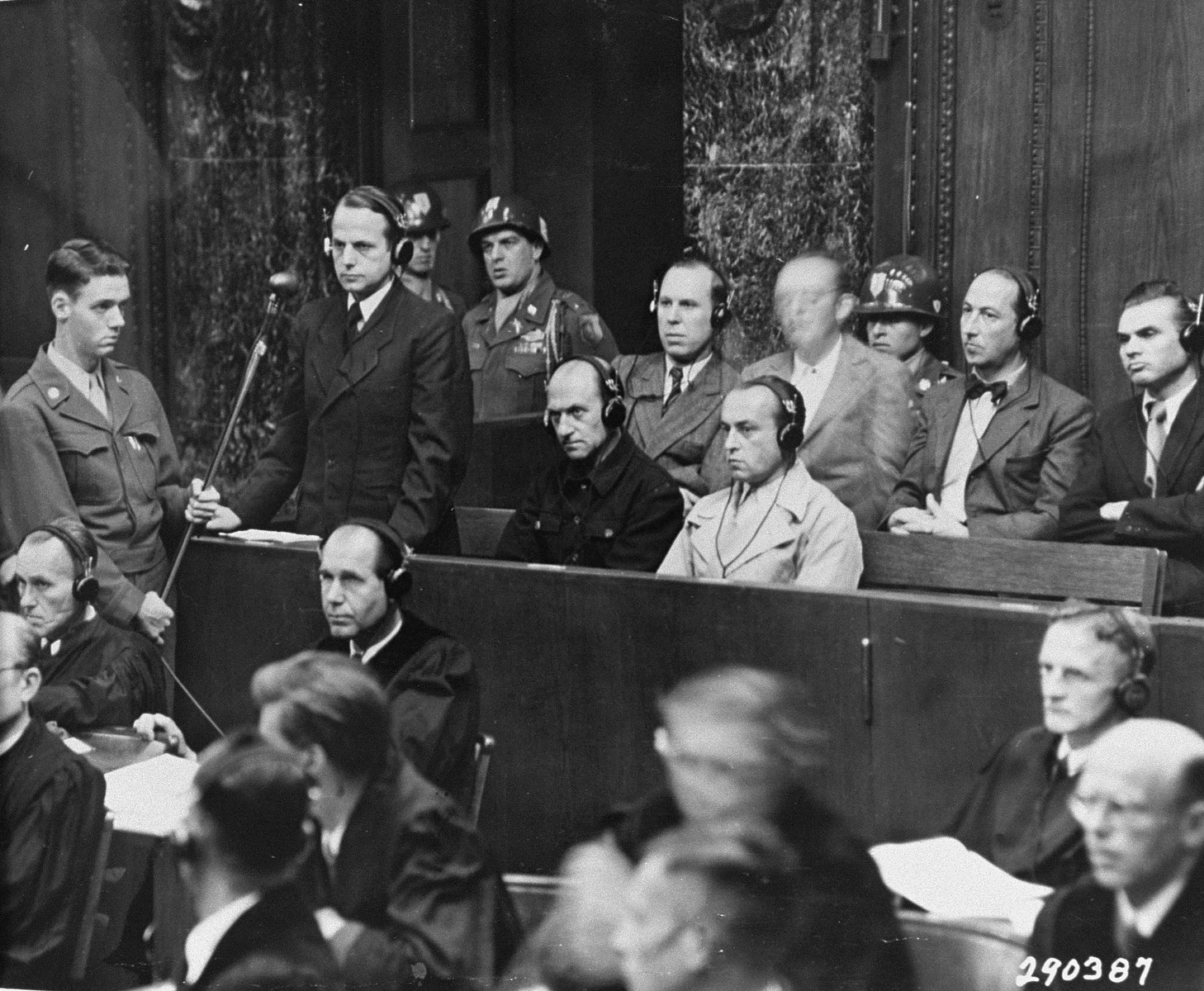
دادگاه‌های متعاقب نورنبرگ

روند نورنبرگ ۳۸۸۷ پرونده را آغاز کرد که حدود ۳۴۰۰ مورد لغو شد. ۴۸۹ پرونده با ۱۶۷۲ متهم به محاکمه رفتند. ۱۴۱۶ نفر از آنها مجرم شناخته شدند. کمتر از ۲۰۰ نفر اعدام شدند و ۲۷۹ متهم دیگر به حبس ابد محکوم شدند. در دهه ۱۹۵۰ تقریباً همه آنها آزاد شده بودند.
بسیاری از احکام زندان طولانی با عفو عمومی تحت فرمان کمیسر عالی جان جی مک‌کلوی در سال ۱۹۵۱، پس از فشارهای سیاسی شدید، به‌طور قابل ملاحظه‌ای کاهش یافت. ده حکم اعدام برجسته از دادگاه آینزاتس‌گروپن به مجازات زندان تبدیل شد. بسیاری دیگر که احکام زندان دریافت کرده بودند، بلافاصله آزاد شدند.

## انتقادات
برخی از دادگاه‌ها به دلیل نتیجه‌گیری‌هایی که از حقوق کیفری بین‌المللی داشتند مورد انتقاد گرفته‌اند. ازجمله اموری مثل اینکه  «بمباران روحی» غیرنظامیان، از جمله بمباران اتمی آنان، قانونی است، و نیز به دلیل قضاوت آنها مبنی بر اینکه در شرایط خاص، اعدام غیرنظامیان به عنوان اقدامی تلافی‌جویانه مجاز است.

## برای مطالعهٔ بیشتر
- Baars, Grietje (2013). "Capitalism's Victor's Justice? The Hidden Stories Behind the Prosecution of Industrialists Post-WWII".  In Heller, Kevin; Simpson, Gerry (eds.). The Hidden Histories of War Crimes Trials (به انگلیسی). Oxford University Press. ISBN 978-0-19-967114-4.
- Dubois, Josiah E. (1952). The Devil's Chemists (PDF). Boston, MA: Beacon Press. ASIN B000ENNDV6. Archived from the original (PDF) on 2012-06-17.
- Priemel, Kim C.; Stiller, Alexa, eds. (2012). Reassessing the Nuremberg Military Tribunals: Transitional Justice, Trial Narratives, and Historiography (به انگلیسی). Berghahn Books. ISBN 978-0-85745-532-1.
- Heller, Kevin Jon (2012). The Nuremberg Military Tribunals and the Origins of International Criminal Law (به انگلیسی). Oxford University Press. ISBN 978-0-19-165286-8.